# (32245) 2000 OM43
2000 OM43 (asteroide 32245) é um asteroide da cintura principal. Possui uma excentricidade de 0.06936110 e uma inclinação de 8.88668º.
Este asteroide foi descoberto no dia 30 de julho de 2000 por LINEAR em Socorro.